# 熊本亜記
熊本 亜記（くまもと あき）は日本の舞台女優。劇団四季に所属していたが、2015年8月に退団。

## 人物
カラーガード隊のフラッグ演技で全日本マーチングフェスティバルコンクールのグランプリを受賞。
2003年、劇団四季の研究所に入所。初舞台は、『ライオンキング』ナラ役である。

## 出演作品

### 舞台
- ライオンキング（ナラ）
- キャッツ（ジェリーロラム＝グリドルボーン、ジェミマ）
- コーラスライン（ディアナ）

### CD
- ライオンキング　劇団四季2011年新録音